# Cyprinidengewässer
Cyprinidengewässer sind Gewässer, in denen das Leben von Fischen wie Karpfenfischen (Cyprinidae) oder Arten wie Hecht (Esox lucius), Flussbarsch (Perca fluviatilis) und Europäischer Aal (Anguilla anguilla) erhalten wird oder erhalten werden könnte.
Die Einstufung eines Gewässers dient der Klassifikation der Belastung des Wassers mit Schwermetallen. Cyprinidengewässer sind in einer solchen Skala hinter Salmonidengewässern an zweiter Stelle der am geringsten belasteten Gewässer.